# Bembecia tancrei
Bembecia tancrei is een vlinder uit de familie wespvlinders (Sesiidae), onderfamilie Sesiinae.
Bembecia tancrei is voor het eerst wetenschappelijk beschreven door Püngeler in 1905. De soort komt voor in het Palearctisch gebied.